# اچ‌ام‌ای‌اس گاولر (جی۱۸۸)
اچ‌ام‌ای‌اس گاولر (جی۱۸۸) (به انگلیسی: HMAS Gawler (J188)) یک کشتی بود که طول آن ۱۸۶ فوت (۵۷ متر) بود. این کشتی در سال ۱۹۴۱ ساخته شد.